# Irina Rimes
Irina Rimes, nata Irina Rîmeș (Izvoare, 22 agosto 1991), è una cantante moldava, residente a Bucarest.

## Biografia
Nata a Izvoare, nel distretto di Florești, ha frequentato il Liceul Teoretic "Constantin Stere" di Soroca e completato i propri studi presso la Academia de Muzică, Teatru și Arte Plastice di Chișinău. Avvicinatasi alla musica nel 2009 dopo aver caricato brani attraverso YouTube, tre anni dopo ha preso parte alla versione moldava di Star Academy, ove si è qualificata per la finale. È stata successivamente notata da Raluka, che le ha permesso di firmare un contratto con la Quantum Music. Per mezzo di determinata etichetta è uscita la hit Visele, che ha raggiunto la 3ª posizione della Romanian Top 100. Il successo ottenuto nel corso del 2016 ha garantito alla cantante il titolo di rivelazione dell'anno dal gruppo rumeno della Cosmopolitan e due statuette nell'ambito del Premiile muzicale Radio România.
L'anno successivo è uscito il primo album in studio Despre el, anticipato da svariati estratti, tra cui Bolnavi amândoi, arrivato in top five nella graduatoria della Romania. Il disco è stato anche promosso da una tournée in diverse città rumene e la sua popolarità le ha fruttato due Media Music Awards. Al disco ha fatto seguito Cosmos, reso disponibile l'anno successivo e anch'esso supportato da un tour nazionale, che è stato trainato da Nu știi tu să fii bărbat, classificatosi al 9º posto in Romania. Sempre nel medesimo anno è diventata coach a Vocea României.
Nel 2019 ha conseguito la sua prima numero uno nella hit parade rumena grazie a Poem, una collaborazione con The Motans, che agli Artist Awards ha vinto sia come miglior canzone sia come miglior collaborazione.
Pastila, il terzo disco dell'artista, è stato pubblicato il 29 maggio 2020 ed è orientato sulla trap. Agli Artist Awards annuali le ha conferito due nomination, nonché un trionfo. Your Love, uscita nel 2020, è divenuta la sua prima top ten in Bulgaria.
Nel 2021 ha vinto un Kids' Choice Award come star preferita del pubblico rumeno e un Artist Award all'artista femminile.

## Discografia

### Album in studio
- 2017 – Despre el
- 2018 – Cosmos
- 2020 – Pastila
- 2022 – Acasă

### EP
- 2024 – Origini

### Singoli
- 2016 – Visele
- 2016 – Iubirea noastră mută
- 2016 – Haina ta
- 2016 – Da ce tu
- 2017 – Ce s-a întâmplat cu noi
- 2017 – My Favourite Man
- 2017 – Bandana (feat. Killa Fonic)
- 2017 – Bolnavi amândoi
- 2017 – Cosmos
- 2017 – Octombrie rosu
- 2017 – Eroii pieselor noastre
- 2018 – Beau
- 2018 – In locul meu
- 2018 – Cel mai bun prieten
- 2018 – Nu știi tu să fii bărbat
- 2019 – Poem (con The Motans)
- 2019 – 24:00
- 2019 – In palme
- 2019 – Ce se întâmplă, doctore?
- 2019 – Dor de casă (con Cuza feat. George Hora & Carmen Tanase)
- 2020 – 3 inimi (con i Carla's Dreams)
- 2020 – Băiatul meu frumos
- 2020 – Sarea de pe rană
- 2020 – Your Love (con Cris Cab)
- 2021 – Urbanist Sessions
- 2021 – Doina (con Damian Drăghici)
- 2021 – N-avem timp
- 2021 – Aici (con i Carla's Dreams e Inna)
- 2021 – Navsegda (con Jah Khalib)
- 2021 – Pentru totdeauna (con Grasu XXL)
- 2022 – Ooh, Baby! (con Nane)
- 2022 – Ba ba ba (Inima mea bate)
- 2022 – Ielele (con David Ciente)
- 2022 – Acasă
- 2022 – Laisse tomber les filles (con David Goldcher)
- 2022 – Gata de zbor (con The Motans)
- 2022 – Live @ Diud, Where's My Tune?
- 2023 – Live @ Carusel
- 2023 – Neiubita ta
- 2023 – Changer
- 2023 – Străin în țara lui (con David Ciente)
- 2023 – Flori de mai
- 2023 – Gelos
- 2023 – L'hiver avec toi
- 2024 – Ultima
- 2024 – Ultima noapte (con Dan Bălan)
- 2024 – Suprize pe fundal (con Alina Eremia)
- 2024 – Dis-moi maman
- 2024 – Dudadu
- 2024 – Bădiță
- 2024 – Bate, vântule (con Satoshi)
- 2024 – Dulce amară
- 2024 – Dau tonul
- 2024 – Dudada (con Tiësto e Goldcher)
- 2024 – Matahale (con Goldcher e Manuel Riva)
- 2024 – Cazane
- 2025 – Mama (con David Ciente)
- 2025 – Easy
- 2025 – Să nu uiți cât te-am iubit
- 2025 – Dragobete (con Zdob și Zdub)
- 2025 – 5 Chiperi (con Magnat & Feoctist)
- 2025 – Hora fetelor
- 2025 – Dor (con Dora Gaitanovici)

### Collaborazioni
- 2020 – Nu vreau (Mahmut Orhan feat. Irina Rimes)